# Giacinto Boldrini
Giacinto Boldrini (Casalmaggiore, 8 febbraio 1940) è un politico italiano del Partito Pensionati.

## Biografia
Esponente del Partito Pensionati. Si candida al Senato alle elezioni politiche del 2001 nel collegio uninominale di Mantova, ottenendo l'1,2% dei voti, senza essere eletto.
Alle elezioni politiche del 2008 è candidato al Senato della Repubblica, in regione Lombardia, nelle liste del Popolo della Libertà (in quota Partito Pensionati, in ventitreesima posizione), senza venire tuttavia eletto. Il 10 maggio 2012, in seguito alla morte di Gianpiero Carlo Cantoni, gli subentra, diventando senatore della XVI Legislatura. Alla Senato aderisce come esponente dei Pensionati al gruppo parlamentare del Popolo della Libertà, abbandonando quest'ultimo il 10 dicembre 2012, passando il giorno successivo al Gruppo misto, all'interno del quale rimane sino alla fine della legislatura.
Alle successive elezioni politiche del 2013 è ricandidato al Senato della Repubblica, sempre in regione Lombardia, nelle liste del Partito Pensionati (in seconda posizione, dopo Carlo Fatuzzo), tuttavia non viene eletto in quanto il partito non supera la soglia di sbarramento a livello regionale.
Nel 2022 fonda il Partito Pensionati + Salute, che alle regionali in Lazio e Lombardia sostiene il centro-destra e in occasione delle elezioni europee del 2024 aderisce a Libertà, lista elettorale promossa da Cateno De Luca di Sud chiama Nord che si fermerà all'1,22% non superando lo sbarramento.